# Tétange
Tétange é uma vila situado no sul do Luxemburgo na comuna de Kayl. A localidade de Tétange possui 2810 habitantes.